# Orgyia anartoides
Orgyia anartoides és una espècie de lepidòpter ditrisi de la família dels erèbids (Erebidae), subfamília Lymantriinae.
També s'anomena Teia anartoides.

## Distribució
Es troba a Austràlia.
És una plaga notable en els boscos de pi i es classifica com una plaga a Nova Zelanda.

## Galeria

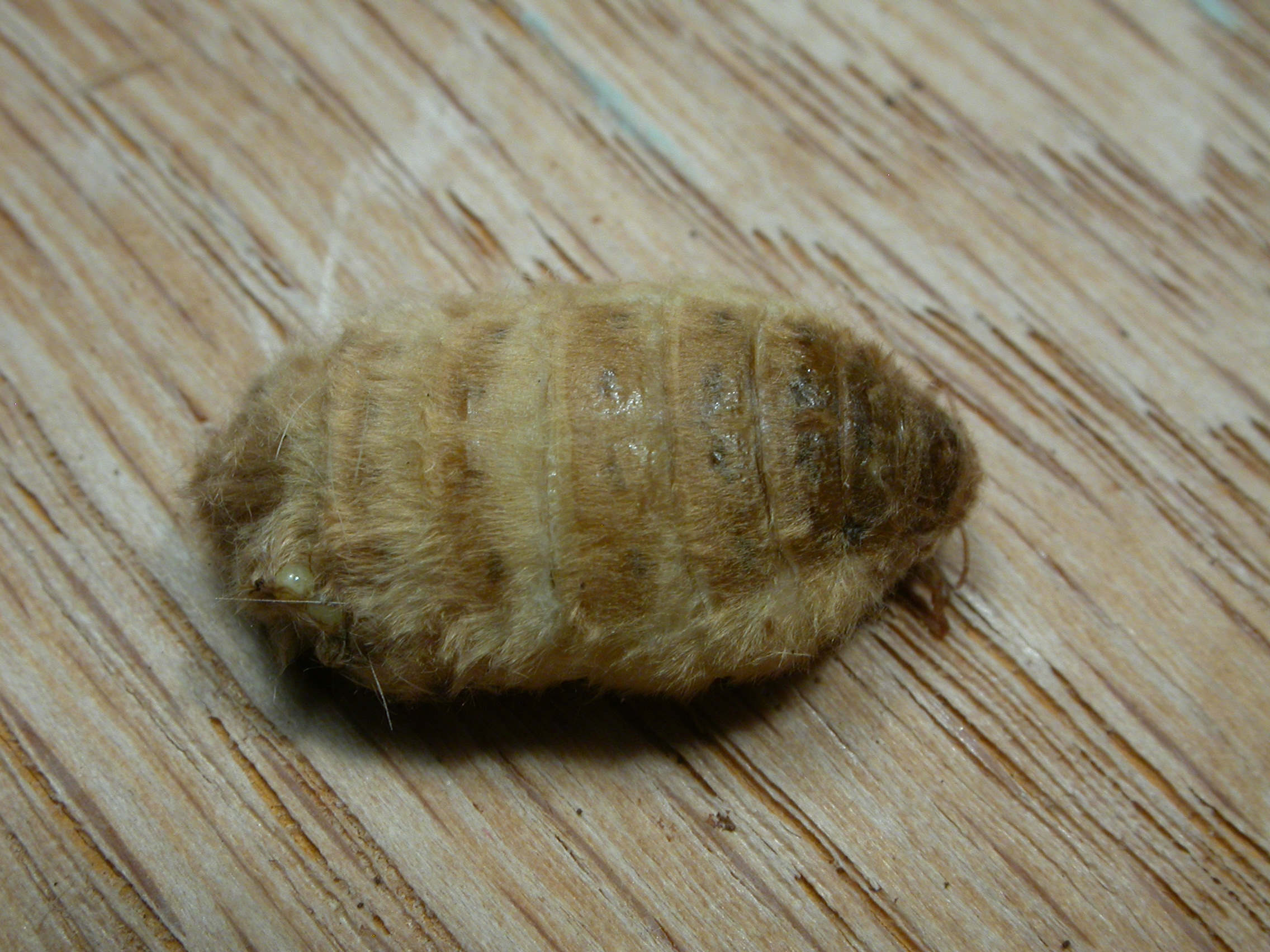
Femella
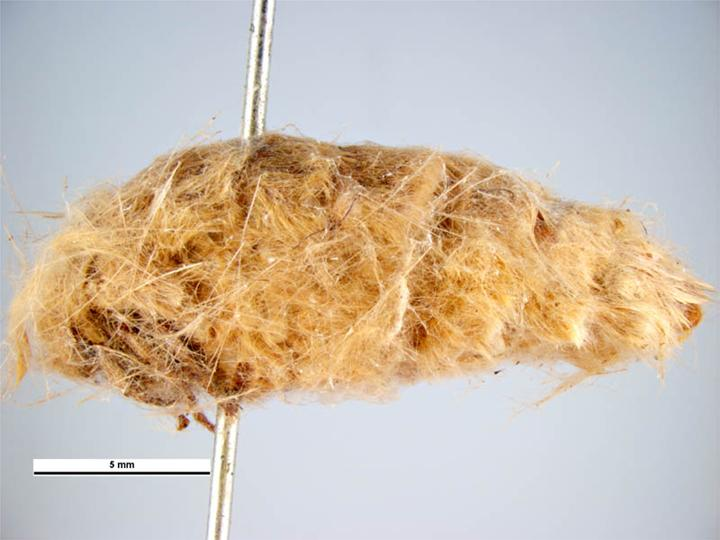
Femella, vista de costat
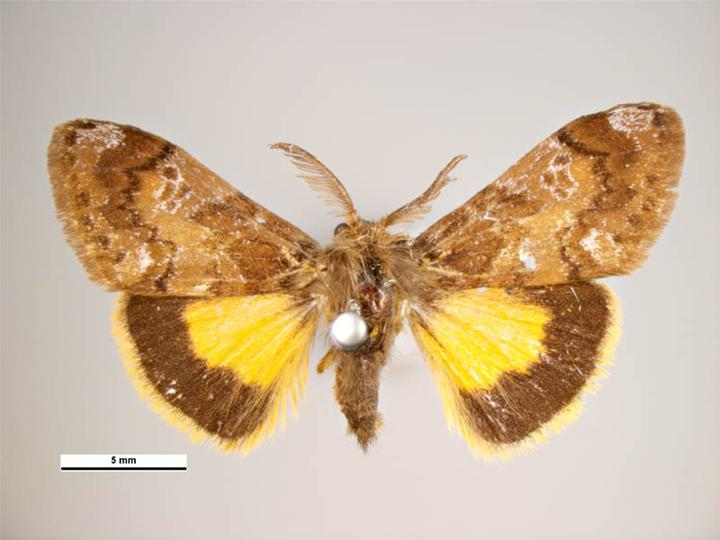
Mascle, vista dorsal
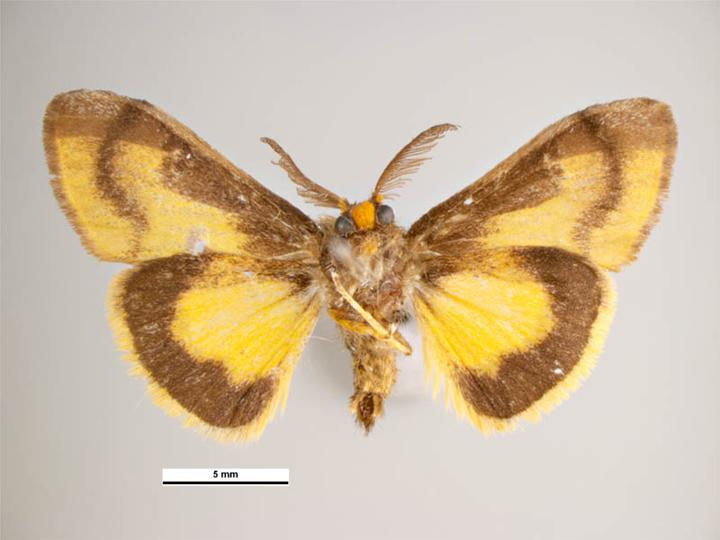
Mascle, vista ventral
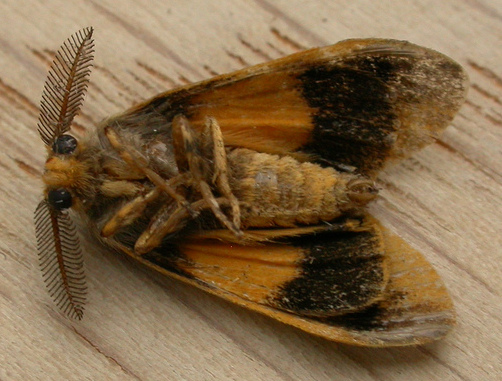
Adult vista inferior
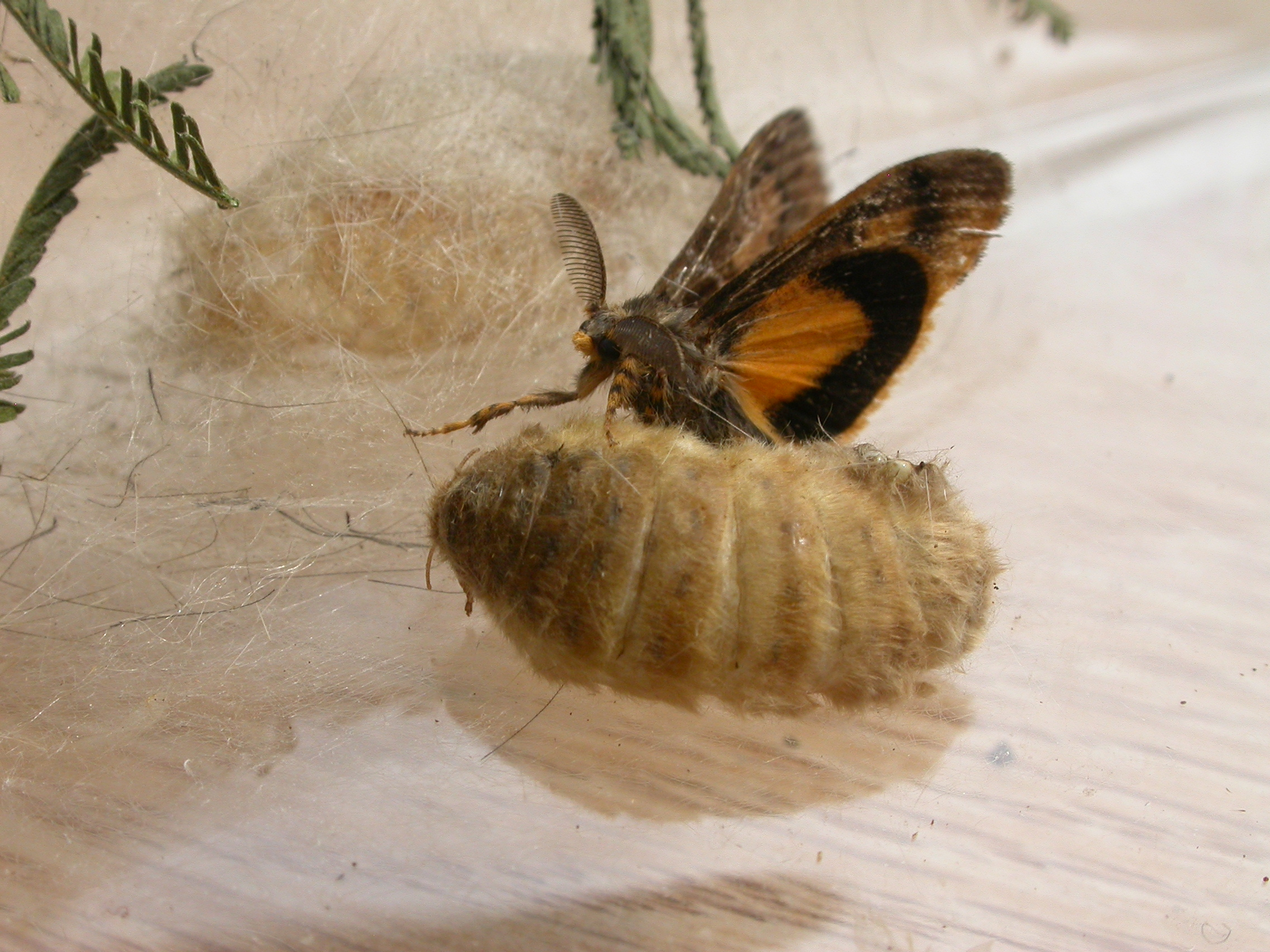
Aparellament
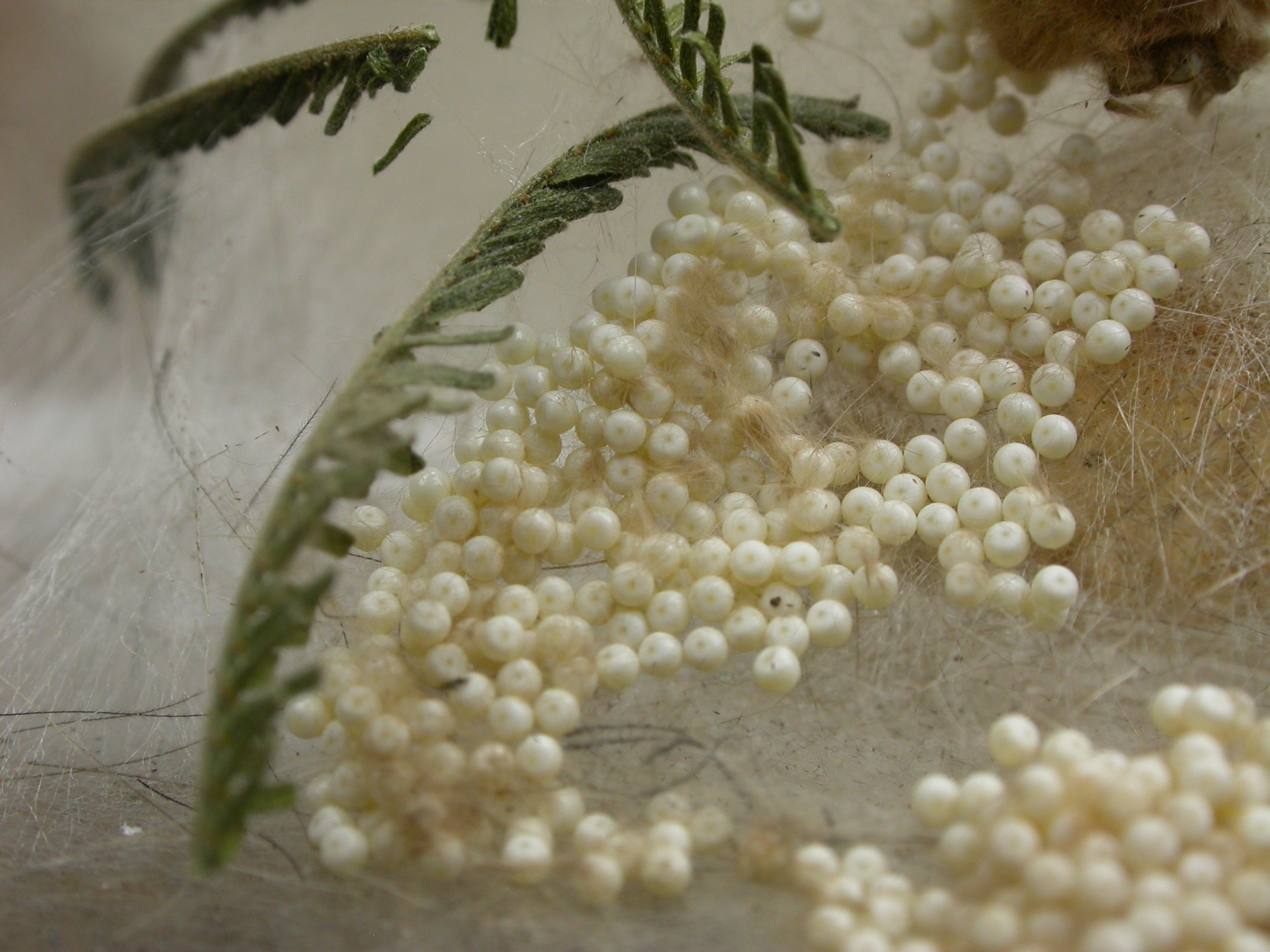
Ous
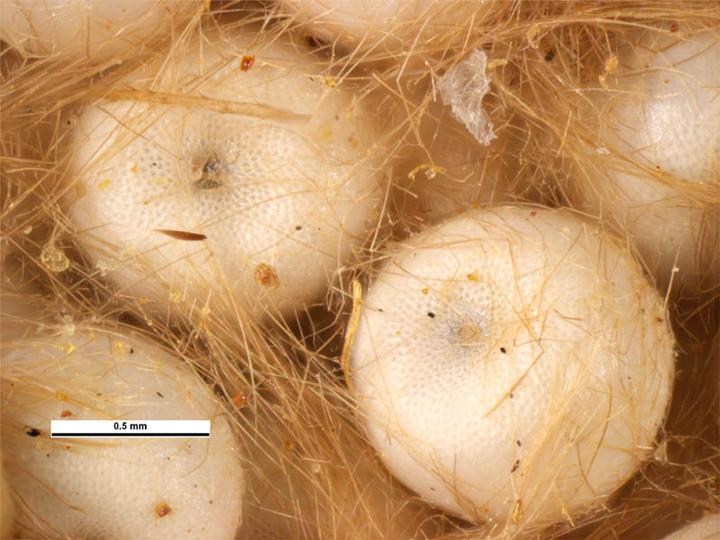
Ou
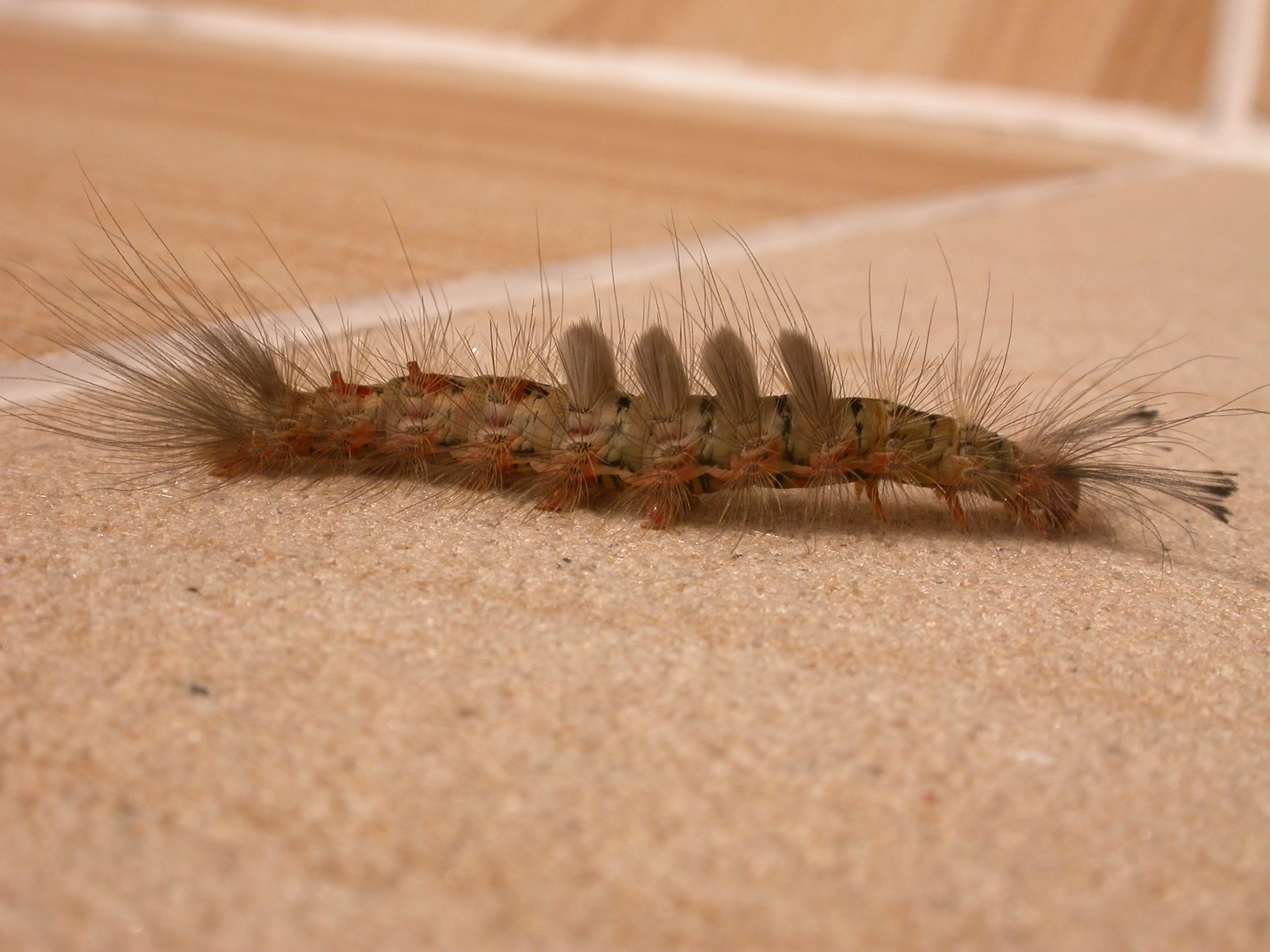
Eruga
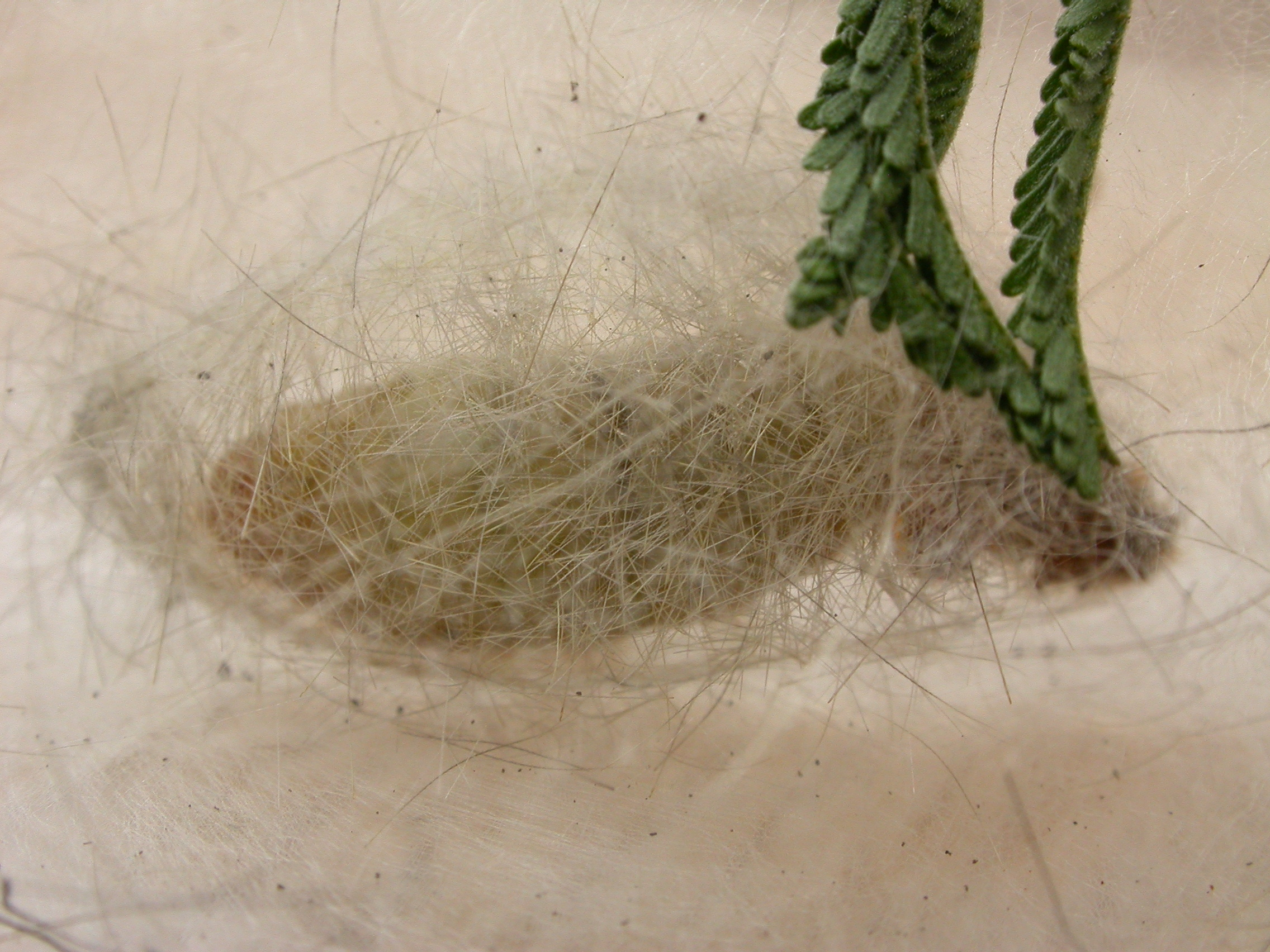
Pupa